# La Calzada, Mexiko
La Calzada är en ort i Mexiko.   Den ligger i kommunen Tantoyuca och delstaten Veracruz, i den sydöstra delen av landet, 220 km norr om huvudstaden Mexico City. La Calzada ligger 58 meter över havet och antalet invånare är 172.
Terrängen runt La Calzada är huvudsakligen platt, men åt sydväst är den kuperad. Runt La Calzada är det ganska tätbefolkat, med 108 invånare per kvadratkilometer. Närmaste större samhälle är Tantoyuca, 15,4 km öster om La Calzada. Trakten runt La Calzada består till största delen av jordbruksmark.